# 2031 BAM
2031 BAM је астероид главног астероидног појаса са средњом удаљеношћу од Сунца која износи 2,233 астрономских јединица (АЈ).
Апсолутна магнитуда астероида је 13,0.